# Пипиль (язык)
Пипиль (также: науат) — язык народа пипили, относится к юто-ацтекской языковой семье. Исторически, до прихода испанцев, был распространён на обширной территории Центральной Америки.
Большинство специалистов считают пипиль самостоятельным языком (Campbell, Fidias Jiménez, Geoffroy Rivas, King, Lemus, and Schultze, и др.). Lastra de Suárez (1986) и Canger (1988) классифицируют его как диалект науатля. Термин «пипиль» более распространён в научной среде, так как исключает неоднозначность (слово «науат» может применяться и к ацтекскому языку, распространённому в центральной Мексике).

## Число носителей и перспективы
Сегодня имеется лишь несколько сот (а может и несколько десятков) носителей, проживающих на западе Сальвадора (департаменты Сонсонате и Ауачапан). Почти все они — пожилые люди, большая часть молодого поколения говорит только по-испански. В то же время в последние годы интерес к языку несколько возрос, предпринимаются попытки возрождения. Был выпущен ряд материалов и пособий, разработан онлайн-курс языка пипиль, в последние несколько лет осуществляется преподавание языка в нескольких школах.
Точно определить число носителей языка — весьма сложно. По данным Campbell на 1985 год имелось 200 носителей языка пипиль (цифры основаны на полевых исследованиях 1970—1976 годов). Gordon (2005) говорит лишь о 20 носителях (на 1987 год). Некоторые источники говорят о 2000 и даже большем количестве носителей. Сложности подсчёта объясняются политическими потрясениями в Сальвадоре на протяжении всего XX века, когда язык был под запретом, и люди зачастую скрывали сведения о владении им.
Диалекты, распространённые некогда на территории современных Гватемалы, Гондураса и Панамы, считаются мёртвыми.

## Фонология
|                | Передний ряд | Задний ряд |
| -------------- | ------------ | ---------- |
| Верхний подъём | i            | u          |
| Средний подъём | e            | u          |
| Нижний подъём  | a            | a          |

Исторически в языке пипилей различались длинные и короткие гласные, длина гласных играла смыслоразличительную роль, у современных носителей эти различия зачастую стираются.
|             | Губно-губные | Альвеолярные         | Палатализация | Заднеязычные    | Лабиовелярные | Глоттальные |
| ----------- | ------------ | -------------------- | ------------- | --------------- | ------------- | ----------- |
| Взрывные    | p            | t                    |               | k [k], [ɡ], [ɣ] | kw            |             |
| Аффриката   |              | tz [ts]              | ch [tʃ]       |                 |               |             |
| Фрикативные |              | s                    | sh [ʃ]        |                 |               | j [h]       |
| Назальные   | m            | n [n], [ŋ], [m], [ɲ] |               |                 |               |             |
| Плавные     |              | l                    |               |                 |               |             |
| Полугласные |              |                      | y             |                 | w [(ɣ)w]      |             |

## Лексика
Основу лексики пипиль (наибольшую его часть) составляет словарный запас, общий с мексиканским науатль. Имеются также заимствования из соседних индейских языков, испанского, диалектов мексиканского науатль. Доля испанских заимствований сильно зависит от говорящего, испанская лексика различается по времени заимствования и по распространённости.
Они встречаются и в очень общеупотребимой лексике: mas 'больше', pero 'но (предлог)'.
Многие старые испанские заимствания были адапритованы под фонетику пипиль и отличаются от испанских аналогов: pelu 'собака' (исп. perro), mesaj 'стол' (исп. mesa), noya 'бабушка' (исп. señora). Некоторые старые заимствания вообще не встречаются в современном испанском языке, однако широко представлены в пипиль.

### Примеры лексики
- takat — мужчина
- siwat — женщина
- kunet — ребёнок
- kal — дом
- at — вода
- apan — река
- tepet — гора
- tunal — солнце, день
- michin — рыба

## Список литературы
- Asociación Coordinadora de Comunidades Indígenas de El Salvador (ACCIES) (no date). Tukalmumachtiak Nahuat (Lengua Náhuat, Primer Ciclo).
- Arauz, Próspero (1960). El pipil de la región de los Itzalcos. (Edited by Pedro Geoffroy Rivas.) San Salvador: Ministerio de Cultura.
- Calvo Pacheco, Jorge Alfredo (2000). Vocabulario castellano-pipil pípil-kastíyan. Izalco, El Salvador.
- Campbell, Lyle. (1985). The Pipil language of El Salvador. Mouton. Mouton grammar library; 1.
- Comisión Nacional de Rescate del Idioma Náhuat (1992a). Ma Timumachtika Nauataketsalis / Aprendamos el Idioma Náhuat. San Salvador: Concultura.
- Comisión Nacional de Rescate del Idioma Náhuat (1992b). Ma Timumachtika Nauataketsalis (Aprendamos el Idioma Náhuat). Guía Metodológica para la Enseñanza del Náhuat. San Salvador: Concultura.
- Geoffroy Rivas, Pedro (1969). El nawat de Cuscatlán: Apuntes para una gramática. San Salvador: Ministerio de Educación.
- Gordon, Raymond G., Jr. (Ed.). (2005). Ethnologue: Languages of the world (15th ed.). Dallas, TX: SIL International. ISBN 1-55671-159-X. (Online version: www.ethnologue.com Архивная копия от 27 декабря 2007 на Wayback Machine)
- King, Alan R. (2004b). Gramática elemental del náhuat. El Salvador: IRIN.
- King, Alan R. (2004c). El náhuat y su recuperación. In: Científica 5. San Salvador: Universidad Don Bosco.
- King, Alan R. (typescript). Léxico básico náhuat.
- Ligorred, E. (1992). Lenguas Indígenas de México y Centroamérica. Madrid: Mapfre.
- Roque, Consuelo (2000). Nuestra escuela náhuat. San Salvador: Universidad de El Salvador.
- Todd, Juan G. (1953). Notas del náhuat de Nahuizalco. San Salvador: Editorial «Nosotros».
- Various (2002). Perfil de los pueblos indígenas en El Salvador. San Salvador.
- Ward, Monica (2001). A Template for CALL Programs for Endangered Languages. On-line version (недоступная ссылка).